# Дуброво (Молодечненский район)
Дуброво (бел. Ду́брава) — деревня в Молодечненском районе Минской области Беларуси. Входит в Олехновичский сельсовет.
Расположена в направлении трассы от Ракова на Радошковичи. У деревни протекает река Березина. 

## География
В 36 км на северо-восток от Молодечно, 42 км на северо-запад от Минска, 3 км от железнодорожной станции Дуброво на линии Минск—Молодечно.

## История
В 0,3 км к северу от деревни находится городище, что свидетельствует о давней истории поселения. 
Входила в Заславское княжество. По крайней мере с 1-й половины XV в. принадлежала Мантыгердовичам. После гибели в битве на Ведроше (1500) последнего Мантыгердовича — Иоанна Петровича, имения рода перешли к его сестре Софье, жене Станислава Кишке. В 1524 году при разделе имений между Кишками и Радзивиллами Дубрава досталась последним. С 1539 года во владении Глебовичей. 
По словам Иоанна Ходько, в 1453 году Глебовичи в Дуброво построили костёл эти сведения часто встречаются в справочной литературе. Однако, известно, что к Глебовичам эти владения перешли значительно позже. В источниках костёл упоминается с 1576 года.
В справочной литературе можно встретить сведения о бернардинском монастыре в Дуброво, а также о восстановлении Марцибелой Глебович в 1670 году Дубровского костёла, однако, эти сведения касаются монастыря и костёла в Дубровно. 
В XVIII в. — местечко Минского воеводства ВКЛ. В 1787 году в нем был построен каменный костёл. По состоянию на 1791 год в местечке располагалось имение пана С. Марцинкевича, также здесь находились 2 трактира и пивоварня. У Марцинкевичей имение было куплено последним минским воеводой Адамом Хмарой. 
После 2-го раздела Речи Посполитой (1793) местечко оказалось в Российской империи. По состоянию на 1796 год являлась собственностью тайного советника Адама Хмары. Туча построил в Дуброво дворец, а также вместо сгоревшего новый костёл, где позже был похоронен (1805).

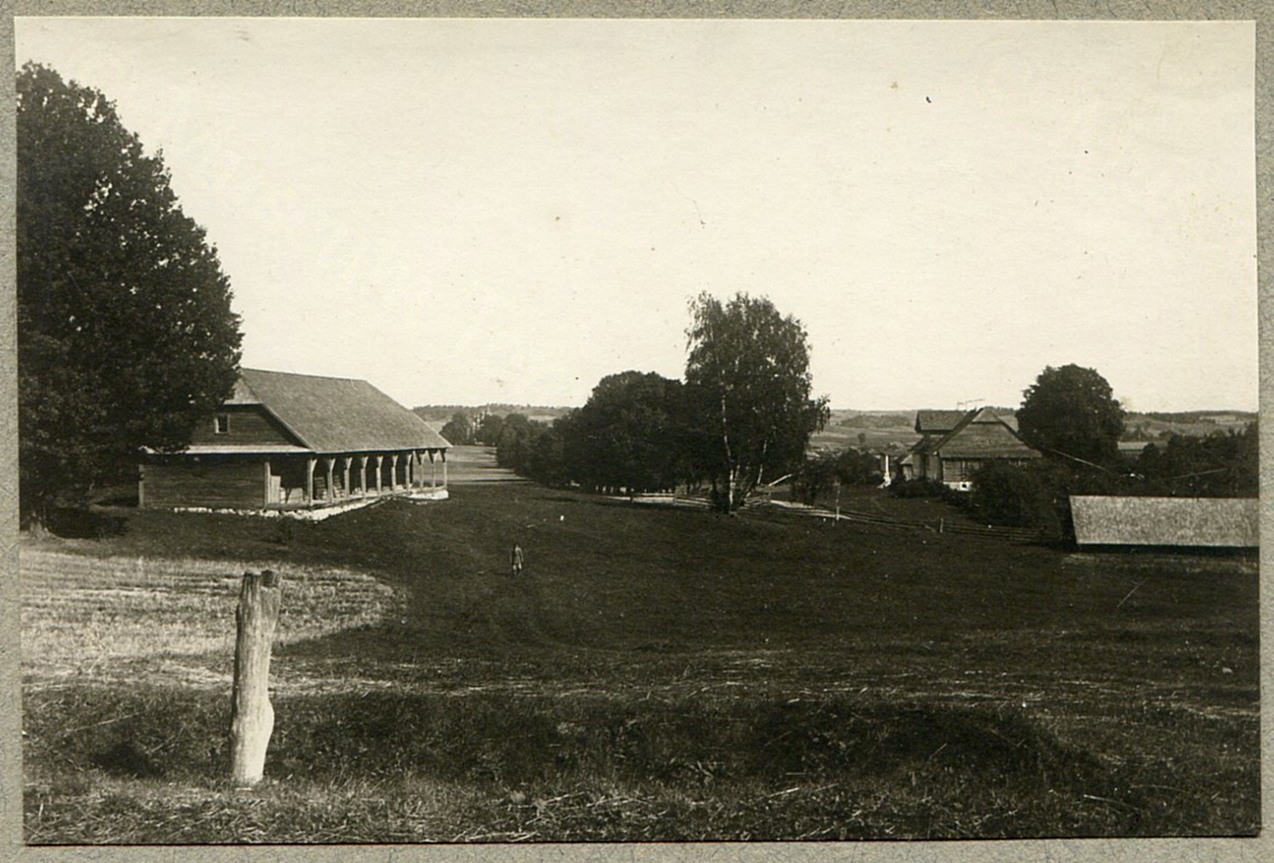
Усадьба, 1914 год

По состоянию на 1800 год — село, центр имения куда также входили деревни Новосёлки и Татарские. Часть Дуброво принадлежала Дубровской униатской плебании. В Дуброво был хозяйственный двор имения, костёл с плебанией, деревянная униатская церковь, 2 трактира, водяная мельница на Западной Березине. 
Состоянием на 1833 год в Дубровском имении, принадлежавшем минскому уездному предводителю Г. Хмаре, в общей сложности 552 крестьянские души, 1483 десятины земли, винокуренное предприятие, 3 мельницы, 3 трактира. 
В 1861 году — село с костёлом, часовней и водяной мельницей. В 1868 году костёл переделан в православную церковь Рождества Богородицы.
В 1880 году — местечко, центр сельской громады в Раковской волости Минского уезда Минской губернии. В 1886 году в Дуброво работало народное училище. В 1897 году в селе Дуброво — церковь, народное училище, хлебозапасный магазин; в имении Дуброво — винокуренный завод, мельница, сукновальня; рядом также было одноименное урочище Дуброво. 
С февраля по декабрь 1918 года занята немецкими войсками. С июля 1919 по июль 1920 года и с октября 1920 года занята польскими войсками. По Рижскому мирному договору (1921) В составе Польши. Состоянием на 1938 года деревня Дуброво и застенок Дуброво в Раковской гмине Молодечненского уезда Виленского воеводства. С приходом поляков костёл в Дуброво был возвращён католикам.
С 1939 года в БССР, с 12.10.1940 года — центр Дубровского сельсовета Радошковичского района Вилейской области. 
С конца июня 1941 до начала июля 1944 года оккупирована немецкими войсками. В боях за освобождение деревни погибло 14 солдат и 11 партизан (братская могила находится возле развилки дорог на Олехновичи и Новосёлки, обелиск установлен в 1965 году). 
С 20 сентября 1944 года в Молодечненской области, с 20 января 1960 года — в Молодечненском районе Минской области. 27 октября 1964 года Дубровский сельсовет упразднен, территория присоединена к Олехновичскому сельсовету. Некоторое время в деревне располагалась центральная усадьба совхоза «Дуброво».

## Население
- 1791 год — 225 человек, 32 двора
- 1800 год — 175 человек, 30 дворов
- 1843 год — 193 человек, 30 дворов
- 1861 год — 256 человек, 32 двора
- 1897 год — село: 329 человек; урочище: 1 двор, 16 человек; имение: 44 человек
- 1938 год — деревня: 88 дворов, 479 человек.; застенок: 44 дворов, 266 человек
- 2010 год — 242 хозяйства, 632 жителя

## Инфраструктура
Дом культуры, средняя школа, библиотека, фельдшерско-акушерский пункт, торговые объекты.

## Культура
- Дом культуры
- Библиотека
- Музей ГУО "Дубровская базовая школа Молодечненского района"

## Достопримечательность
- Городище (IV–VII вв.), в 0,3 км на север от деревни, на взгорке высотой 35 —  Историко-культурная ценность Республики Беларусь, шифр 613В000303.
- Природным памятником является Девичья гора, название которой может быть связано с языческими обрядами местных жителей.

- Хорошо сохранился старинный усадебно-парковый комплекс с хозяйственными постройками, относящийся к концу XIX века. Владельцем Дуброво некоторое время был известный военный и государственный деятель Великого княжества Литовского, минский воевода Адам Хмара, купивший его у местного пастора Марцинкевича.

- Достопримечательностью деревни является также костёл Успения Пресвятой Девы Марии (в руинах и заброшен), годами его постройки считаются 1796—1805, строительство было осуществлено на средства Адама Хмары, похороненного тут же. У костёла находится могила ксендза Эдварда Мурончика, расстрелянного в октябре 1942 года.

- Церковь Рождества Пресвятой Богородицы (1920).
- Братская могила (1941—1944) —  Историко-культурная ценность Республики Беларусь, шифр 613Д000304.

- Около Дуброво находится фольварк Адамарин.
- Место бывшего фольварка Адамарин, в 4 км к востоку от Дубрава — Родина Бенедикта Дыбовского (1833-1930) и Владислава Дыбовского (1838-1910). Мемориальная доска Б. И. Дыбовскому установлена в 1978 году на здании Дубровской средней школы.

## Галерея

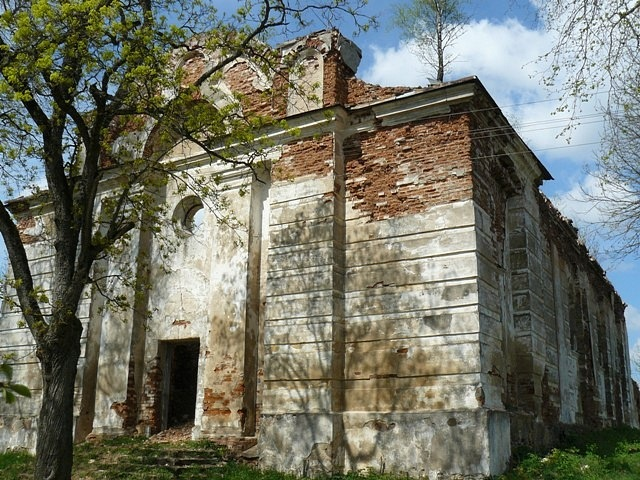
Руины костёла
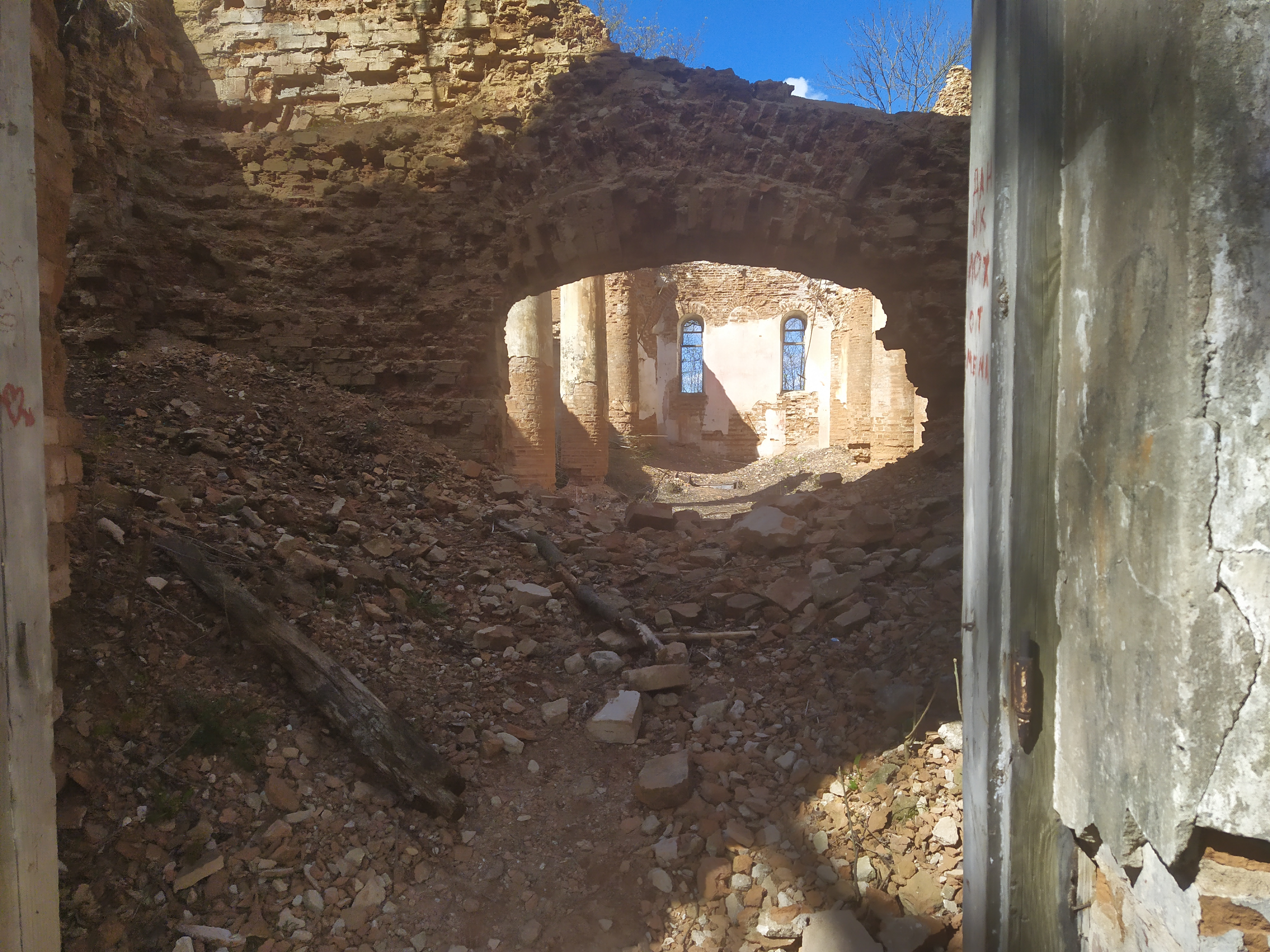
Руины костёла
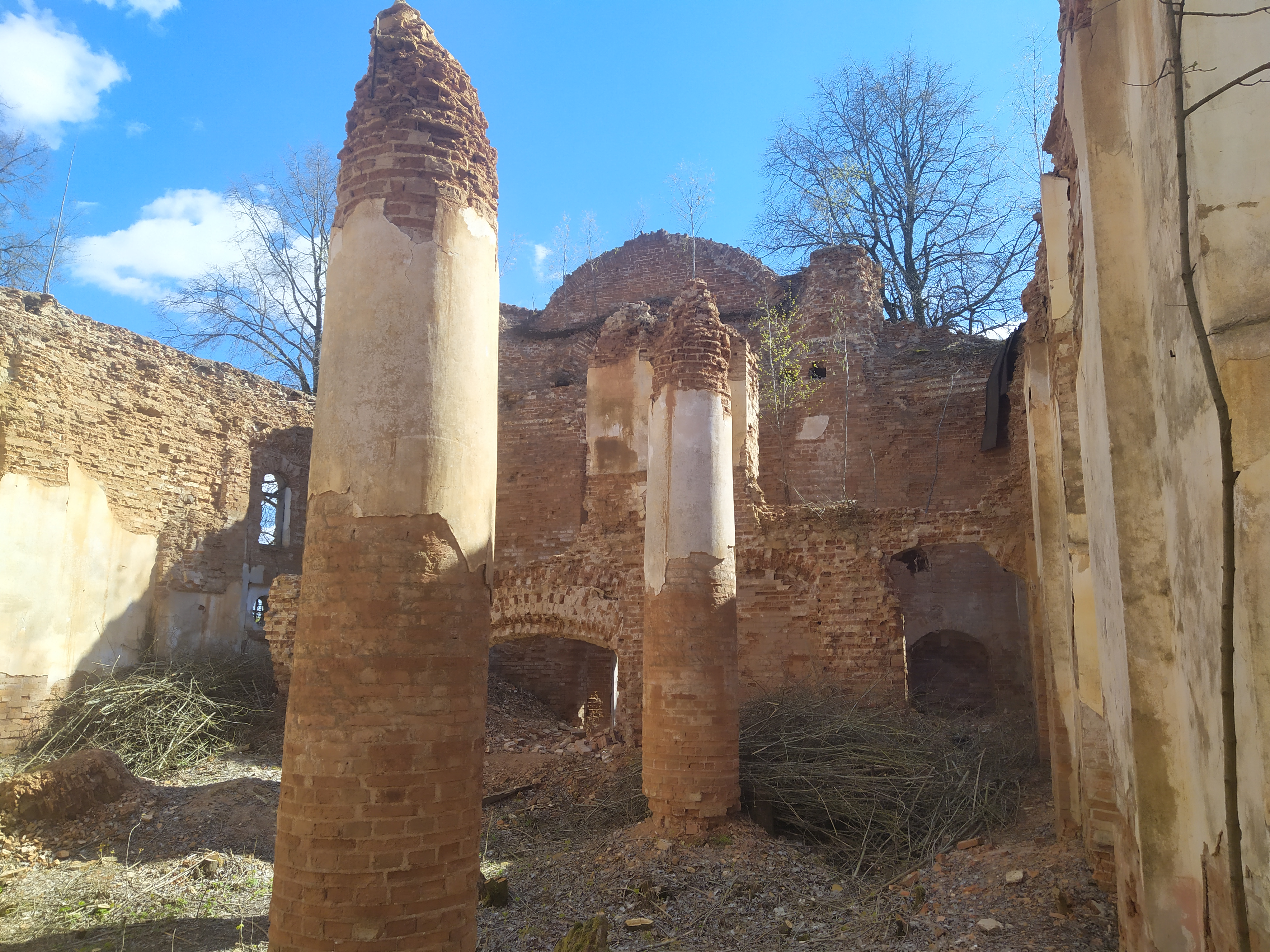
Руины костёла
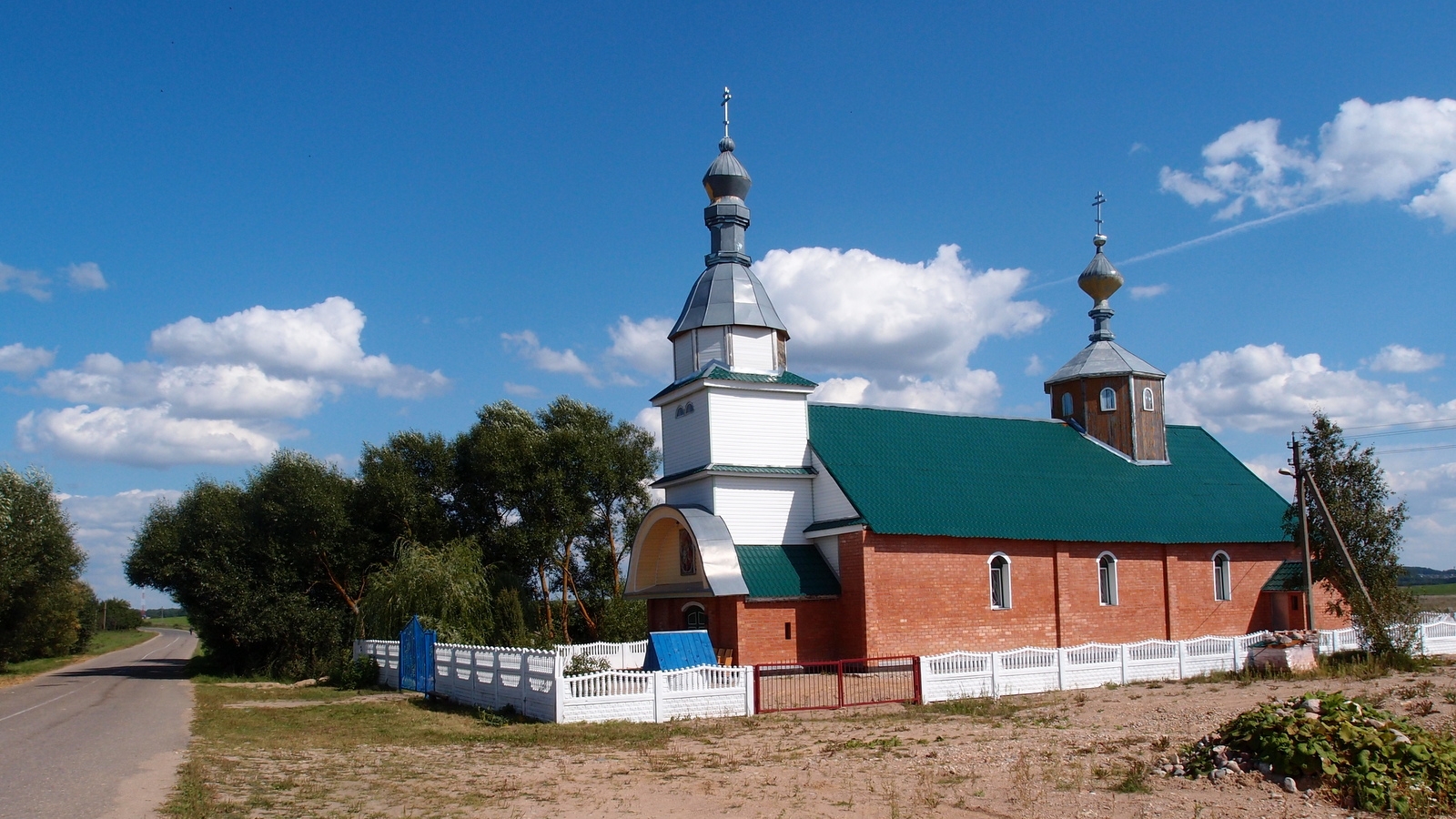
Церковь Рождества Пресвятой Богородицы
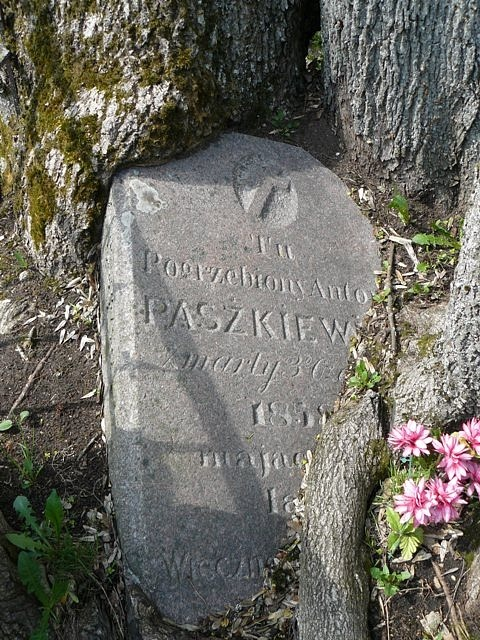
Могила Паскевича
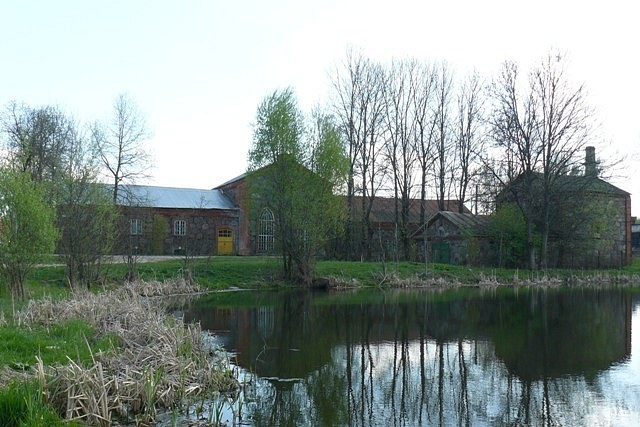
Бровар при усадьбе

## Известные лица
- Мельгуй, Михаил Александрович (род. 1933) — учёный в области прикладной физики, доктор технических наук. Заслуженный изобретатель БССР (1990).
- С 1906 по 1930 год (с перерывами) в Дуброво у сестры жил известный учёный-географ и биолог Бенедикт Иванович Дыбовский, родившийся поблизости от Дуброво в местечке Адамарин.